# Muliterno
Muliterno là một đô thị thuộc bang Rio Grande do Sul, Brasil. Đô thị này có diện tích 111,132 km², dân số năm 2007 là 1800 người, mật độ 16,2 người/km².